# Julia Jones
Pour les articles homonymes, voir Julia Jones (chef d'orchestre) et Jones.
Julia Jones, née le 23 janvier 1981 à Boston, au Massachusetts aux États-Unis, est une actrice américaine.
Elle est surtout connue pour avoir tenu le rôle de Leah Clearwater dans Twilight, chapitre III : Hésitation et Twilight, chapitres IV et V : Révélation.

## Biographie

### Enfance
Julia Jones naît à Boston et grandit dans le quartier de Jamaica Plain. Elle étudie à l'école de Ballet de Boston dès l'âge de 4 ans. Jones va à la Boston Latin School, puis étudie à l’université Columbia, à New York.

### Carrière
Elle travaille comme mannequin pendant ses études, notamment pour les marques Levi's, Esprit, et Gap. Elle déménage de New York à Los Angeles à l’occasion de sa participation à la série de films Twilight.

### Vie privée
Elle a été en couple avec Josh Radnor, qui a interprété Ted Mosby dans la série How I Met Your Mother, de 2005 à 2014.

## Filmographie

### Cinéma
- 2003 : The Look[3]
- 2008 : Hell Ride de Larry Bishop : Cherokee Kisum
- 2010 : Jonah Hex de Jimmy Hayward : Cassie
- 2010 : Twilight, chapitre III : Hésitation : Leah Clearwater
- 2011 : Twilight, chapitre IV: Révélation, 1re partie : Leah Clearwater
- 2012 : Twilight, chapitre V : Révélation, 2e partie: Leah Clearwater
- 2012 : Missed Connections[3]
- 2013 : Winter in the Blood (en)[3]
- 2015 : The Ridiculous 6 : Smocking Fox
- 2017 : Wind River de Taylor Sheridan : Wilma Lambert
- 2018 : Angelique's Isle : Angelique Mott (en production)[7]
- 2019 : Sang froid (Cold Pursuit) de Hans Petter Moland
- 2020 : Think Like a Dog (Netflix) : Agent Munoz

### Télévision
- 2008 : Urgences, saison 15 : Dr Kaya Montoya, interne aux urgences
- 2013 : La Maison des souvenirs (The Thanksgiving House) : Victoria
- 2017 : Du rêve au cauchemar (High School Lover) (Téléfilm) : Samantha Winters
- 2018 : Westworld, saison 2 : Kohana[8]
- 2019 : Goliath, saison 3 : Stephanie
- 2019 : The Mandalorian, saison 1 épisode 4 : Omera
- 2021 : Dexter: New Blood, saison 1 : Angela Bishop
- 2024 : Echo : Chafa

## Distinctions
- 2004 : prix FAITA (en) de la meilleure actrice pour Black Cloud (en)

## Voix françaises
Laura Felpin prête sa voix à Julia Jones pour le personnage de Gabriella Langton dans la série Longmire.